# Hunter Hale
Hunter Hale (Kalamazoo, 25 giugno 1997) è un cestista statunitense.

## Palmarès
- Basketball Champions League Star Lineup: 1

AEK Atene: 2024-2025
- Basketball Champions League Second Best Team: 1

Promitheas Patrasso: 2023-2024